# Henry Frederick Conrad Sander
Henry Frederick Conrad Sander (Heinrich Friedrich Conrad Sander; 4 de marzo de 1847, Bremen– 23 de diciembre de 1920, Brujas) fue un orquideólogo y viverista de origen germano, que se ubicó en St Albans, Hertfordshire, Inglaterra, y que se destacó notablemente por sus publicaciones mensuales sobre orquídeas en, Reichenbachia, nombrada en honor del gran orquideólogo Heinrich G. Reichenbach de Hamburgo
En 1867 Sander entra como empleado de James Cárter & Co., un vivero en Forest Hill, Londres, donde trata con el explorador bávaro y recolector de flora Benedict Roezl. Roezl había estado enviando plantas a Inglaterra por algún tiempo, pero necesitaba un agente de confianza para manejar ventas, dejándole las manos libres para seguir recolectando y explorando. Así se asociaron y fue muy exitosa la unión comercial.
Sander renuncia a Cárter & Co., y se ubica como semillerista en St Albans. Roezl le enviaba enormes consignaciones de orquídeas y otras plantas tropicales, llenando vastos galpones cerca de la venta de semillas. El marketing de Sander fue tan exitoso, que Roezl se retiró confortablemente a su ciudad natal de Praga.
Sander, por otro lado, mejoraba en el negocio semillero y se concentraba en orquídeas. Su previsión de tamaño del establecimiento pronto probó ser demasiado pequeño, para las enormes colecciones, y en 1881 adquiere 2 ha de tierra en St Albans donde construye nuevas comodidades, y su casa. Así se amplió y llegó a tener, veintitrés recolectores para los bosques y áreas montañosas de Asia y Sudamérica para más especies. Unos sesenta invernaderos acomodaban el vasto stock de finísimas orquídeas que se iban descubriendo. Tenía grandes conservadoras para guardar semilla, y constantemente se evaluaban nuevos híbridos. Probablemente Sander haya manipuleado dos millones de plantas en los 1880s y 1890s, poniendo el foco en la naciente cultura de la orquideología de Europa, donde hasta las cabezas de las moarquías eran visitantes familiarss. Sander publicó varias addenda a su Book of Hybrids, propiamente titulaod Sander's Complete List of Orchid Hybrids (St Albans 1906).
En 1885 Sander se propone un proyecto visionario monumental: publicar ilustraciones de orquídeas a tamaño real, y texto en inglés, francés y alemán. La edición medía gigantescos 678 mm × 510 mm , y estaba forrada en cuero. La obra aparece en dos series de dos volúmenes cada una. El volumen I de la serie se publica en 1888, con 108 pp. y 48 planchas. El volumen II aparece en 1890 con 106 pp. y 48 planchas. El vol. I de la segunda serie sale en 1892 con 104 pp. y 52 planchas. El vol. II de la segunda serie, el volumen final publicado, consistió en 114 pp. y 55 planchas. Toda la edición estaba dedicada a la Reina Victoria, a la Emperatriz de Alemania y Reina de Prusia, a la Emperatriz de Rusia, y a la Reina de Bélgica.
Comisiona a su futuro yerno, Henry Moon, a realziar las ilustraciones de la Revista mensual que llamó Reichenbachia, haciéndolo por varios años. La publicación arrancó en 1886 y llegó hasta 1890, por turbulentas disputas entre comerciantes pragmáticos y artistas de talla y carácter. Moon se casa con la única hija de Sander en enero de 1894, y se ocupa otros diez años en pintar orquídeas antes de su temprano deceso en 1905.
Con su éxito comercial, Sander planea abrir sucursales en EE. UU. en los 1880s, estableciendo un vivero en Summit, Nueva Jersey y apunta a uno de sus recolectores, Forsterman, para manejar la sucursal; y su logística probó ser extremadamente compleja para desarrollarla desde Londres, por lo que la vende a John Lager & Henry Hurrell en 1896. Esta firma continuará operando hasta los 1970s, habiéndose mudado de Summit a Lilburn, Georgia antes de disolverse. Sander también abrió otro vivero en Sint-Andries, Brujas, en 1894.

## Honores

### Eponimia
Género
- Sanderella Kuntze de Orchidaceae

### Galardones
- 1913 galardonado con la "Insignia Belga de Caballero de Orden de la Corona.[4]
- La abreviatura «Sander» se emplea para indicar a Henry Frederick Conrad Sander como autoridad en la descripción y clasificación científica de los vegetales.[5]